# Vladimir Gvozdanović
Vladimir Peter Goss (Vladimir Gvozdanović) (Zagreb, 3. siječnja 1942.), hrvatski domovinski i iseljenički književnik.

## Životopis
Rodio se je 3. siječnja 1942. u Zagrebu, u kojem je završio osnovnu. U rodnom gradu je srednje školovanje imao u klasičnoj gimnaziji. Na Sveučilištu u Zagrebu je 1965. diplomirao anglistiku i magistrirao povijest umjetnosti 1969. godine. Iste je godine otišao u SAD i upisao se na Sveučilište Cornell (Ithaca, država New York). Ondje je doktorirao 1972. disertacijom Starohrvatska arhitektura. Od te je godine do 1982. predavao povijest umjetnosti na Michiganskom sveučilištu (Ann Arbor). Bio je gostom predavačem na više sveučilišta. 1982. je preselio u Hillsborough u Sjevernu Karolinu gdje se je i dalje bavio sveučilišnim nastavničkim radom.  Također se je bavio poslovanjem s umjetninama. Ovjerovljen je za procjenjivača umjetničkih djela. Podučavao je i kuharske vještine. Oženio se američkom Indijankom iz plemena Čeroki.

## Djela
Opus mu je na engleskom i hrvatskom. Pisao je i objavljivao studije iz umjetnosti Hrvatske, jugoistočne Europe i istočnog Mediterana. Od književnih vrsta piše romane i kratke priče. Pisao je članke u Zajedničaru, Hrvatskome glasu (Kanada) i Hrvatskom glasu (SAD). Osvrti su mu izašli u Vjesniku, Danasu, Novom listu, Novoj Matici. Izveden je na raznim radio-programima i drugdje. Od proljeća 1993. stalni je dopisnik Večernjeg lista za Sjevernu Ameriku.
Šimun Šito Ćorić uvrstio ga je u svoju antologiju 60 hrvatskih emigrantskih pisaca.
Zasebno napisani romani:
- Antigonin dnevnik, roman, Zagreb 1992.

- Washingtonska fronta, roman, Zagreb 1993.